# Bad Pyrmont
Bad Pyrmont (dříve Pyrmont) je město v Dolním Sasku v Německu. Patří do okresu (Landkreis) Hameln-Pyrmont (státní poznávací značka HM). Bad Pyrmont nese titul nezávislá obec (Selbständige Gemeinde). Je známý jako lázeňské středisko. Vyznačuje se rozlehlým parkem s palmovou zahradou, nejsevernější v Evropě a největší na sever od Alp.

## Pamětihodnosti
- Renesanční pevnost: založena v roce 1526 jako sídlo hrabat z Pyrmontu. Centrální část ve stylu weserské renesance je obehnána velkým příkopem. Uvnitř zámku jsou barokní štuky od Itala Giacoma Perinettiho.
- Palmová zahrada: velký park, symbol Bad Pyrmontu, byl vybudován jako barokní zahrada a v sektoru, přiléhajícím k zámeckému příkopu, roste mnoho palem. Sbírka palem parku dodává středomořský nádech.
- Dunsthöhle: zdroj zemního plynu (mofeta) vyzdobený v 19. století s pavilonem z roku 2012.
- Termální zařízení navazující na přírodní zdroje termální vody. Na tyto lázně jsou napojeny hotely a kasina.
- Četné parky, jako je Kurpark (Lázeňský park), které zkrášlují historické centrum.